# Harvey Charters
Harvey Charters (n. 8 mai 1912, North Bay⁠(d), Ontario, Canada – d. 17 iulie 1995, North Bay⁠(d), Ontario, Canada) a fost un canoist ce a reprezentat Canada, medaliat olimpic. A participat la o ediție a Jocurilor Olimpice (1936) în care a câștigat o medalie de argint și o medalie de bronz.